# 정학수 (조선 사람)
정학수(鄭學洙)는 조선 정조 시대의 노비, 수복(守僕)이다. 성균관 반촌에서 기거하였으며, 학문이 뛰어나 성균관에서 학생들을 가르쳤다.

## 기록
정학수가 어쩌다 성균관 학생들을 가르치는 역할을 하게 되었는지는 명확하지 않다. 다만 몇 가지 공통된 기록을 찾아볼 수 있는데 성균관의 노비인 수복의 지위에 있었으며, 성균관 학생들에게 글을 가르쳤다는 것이다.

### 승정원일기
승정원일기 1392책(탈초본 77책) 정조 즉위년 12월 7일(갑진년 6월 14일) 기사에 成均館典僕 鄭學洙(성균관의 하인 정학수)라는 이름으로 기록되어 있다.

### 추재기이
조수삼(趙秀三)이 지은 추재기이에 정선생(鄭先生)이라는 이름으로 기록되어 있다. 추재기이에는 저자 조수삼이 지은 시 중 하나도 같이 전해진다.
꽃과 나무 아래
강당으로 가는 길이 나 있거니
저녁 되고 아침 되면
경쇠 소리 들으며 학생들 오가네.
사방의 훌륭한 인재를
교육하는 분은 누구인가?
품이 넓은 두루마기에 큰 띠 두른

정 선생이라네.— 조수삼

## 같이 보기
- 성균관
- 노비